# Eddyville (Nebraska)
Eddyville est un village du comté de Dawson, dans l'État du Nebraska, aux États-Unis. En 2020, il comptait une population de 88 habitants.